# Свиридонов, Александр Николаевич
Александр Николаевич Свиридонов (род. 22 октября 1946, Чусово, Тульская область) — украинский политик. Генерал-лейтенант СБУ. Начальник Главного управления Службы безопасности Украины в Автономной Республике Крым (2000—2005). Заслуженный юрист Украины (2005). Депутат Верховного Совета Крыма 5-го созыва (2006—2010)

## Биография
Родился 22 октября 1946 года в Чусово (ныне — в Венёвском районе Тульской области) в семье военнослужащего. В 1969 году окончил Крымский государственный педагогический институт по специальности учитель истории и обществоведения, в 1975 году — высшую школу КГБ СССР по специальности «оперативная работа».
В 1965 г. рабочий строительного цеха консервного завода им. Кирова, г. Симферополь. В 1969—1970 гг.— лектор Крымского обкома ЛКСМ УССР. В 1970—1971 гг. служил в Вооруженных Силах СССР. В 1971—1973 гг. заведующий лекторской группой Крымского обкома ЛКСМ УССР.
С 1973 по 1992 гг. служил на офицерских и руководящих должностях в органах государственной безопасности (в том числе 13 лет в подразделениях центрального аппарата КГБ УССР, г. Киев). В 1992—1994 гг. — заместитель председателя СБУ в Автономной Республике Крым
В 1994—2000 гг. — заместитель начальника Главного управления Службы безопасности Украины в Автономной Республике Крым.
С марта 2000 по февраль 2005 гг. — начальник Главного управления Службы безопасности Украины в Автономной Республике Крым, после чего вышел на пенсию.
С 2006 по 2010 год — депутат Верховного Совета Крыма 5-го созыва. Заместитель председателя депутатской фракции Верховной Рады Автономной Республики Крым «Крым» избирательного блока «Блок Куницына».

## Награды и звания
- Почётный сотрудник органов безопасности Украины (1998)
- Заслуженный юрист Автономной Республики Крым (2001)
- Почётная грамота Президиума Верховной Рады Автономной Республики Крым (2001)
- Орден Богдана Хмельницкого III степени (2003)
- Благодарность Председателя Верховной Рады Автономной Республики Крым (2004)
- Заслуженный юрист Украины (2005)
- Знак отличия Автономной Республики Крым «За верность долгу» (2006)